# Julio César Baldivieso
Julio César Baldivieso (sinh ngày 2 tháng 12 năm 1971) là một cầu thủ bóng đá người Bolivia.

## Đội tuyển bóng đá quốc gia Bolivia
Julio César Baldivieso thi đấu cho đội tuyển bóng đá quốc gia Bolivia từ năm 1991 đến 2005.

## Thống kê sự nghiệp
| Đội tuyển bóng đá Bolivia | Đội tuyển bóng đá Bolivia | Đội tuyển bóng đá Bolivia |
| Năm                       | Trận                      | Bàn                       |
| ------------------------- | ------------------------- | ------------------------- |
| 1991                      | 5                         | 0                         |
| 1992                      | 0                         | 0                         |
| 1993                      | 15                        | 0                         |
| 1994                      | 14                        | 1                         |
| 1995                      | 8                         | 1                         |
| 1996                      | 12                        | 3                         |
| 1997                      | 9                         | 2                         |
| 1998                      | 0                         | 0                         |
| 1999                      | 0                         | 0                         |
| 2000                      | 7                         | 2                         |
| 2001                      | 8                         | 5                         |
| 2002                      | 0                         | 0                         |
| 2003                      | 3                         | 1                         |
| 2004                      | 2                         | 0                         |
| 2005                      | 2                         | 0                         |
| Tổng cộng                 | 85                        | 15                        |